# Жуково (город)
Жуково (пол. Żukowo, кашуб. Żukòwò) — город в Польше, входит в Поморское воеводство, Картузский повят. Имеет статус городско-сельской гмины. Занимает площадь 5 км². Население — 6236 человек (на 2005 год).

## История
К бывшим монастырским постройкам принадлежит стоящий рядом с костёлом каретный сарай, в котором находится небольшой, но богатый ценными экспонатами приходской музей. Там вы увидите коллекцию церковного и литургического облачения, а также выставку региональной кашубской вышивки, ведь Жуково является колыбелью кашубской вышивки, традиции которой уходят в глубь веков. В монастырской школе для девочек обучали рукоделию, шитью, грамоте, а также вышивке, известной сегодня как кашубская вышивка жуковской школы. Украшали ею, в частности, чепцы и литургическое облачение. Невдалеке от монастырского комплекса находится комплекс водяных мельниц на Радуни, история которого начинается в тринадцатом столетии. Основан он был жуковскими норбертинками. На протяжении веков он неоднократно перестраивался, дошёл до нас в форме, приданной ему в XIX и XX веках.